# Graham Price
Graham Price (Gobernación de Ismailia, 24 de noviembre de 1951) es un exjugador británico de rugby nacido en Egipto que se desempeñaba como pilar. Actualmente ejerce su profesión de ingeniero civil.
Price está considerado como uno de los mejores pilares de todos los tiempos, ya que integró junto a Charlie Faulkner y el hooker Bobby Windsor la mejor primera línea europea de la historia.

## Selección nacional
Fue convocado a los Dragones rojos por primera vez en enero de 1975 para enfrentar a Les Bleus, en aquel partido Price anotó su primer try con la selección y fue la victoria galesa con mayor diferencia ante los franceses desde 1909. Disputó su último partido en marzo de 1983 ante el mismo rival.
Price en total jugó 41 partidos y marcó dos tries (8 puntos de aquel entonces).

## Leones Británicos
Fue seleccionado a los British and Irish Lions para las giras a Nueva Zelanda 1977, Sudáfrica 1980 y Nueva Zelanda 1983. En total jugó 12 partidos con los Lions, sigue siendo el récord vigente para un forward y se cree que nunca se romperá.

## Palmarés
- Campeón del Torneo de las Seis Naciones de 1975, 1976, 1978 y 1979, los del '76 y '78 con Grand Slam.
- Campeón de la Copa de Gales de Rugby de 1983.